# Chenonceaux
Chenonceaux is een gemeente in het Franse departement Indre-et-Loire (regio Centre-Val de Loire). De plaats maakt deel uit van het arrondissement Tours. Chenonceaux telde op 1 januari 2022 334 inwoners.
Het dorp is bekend door het beroemde kasteel van Chenonceau (zonder x geschreven), dat over de Cher is gebouwd.

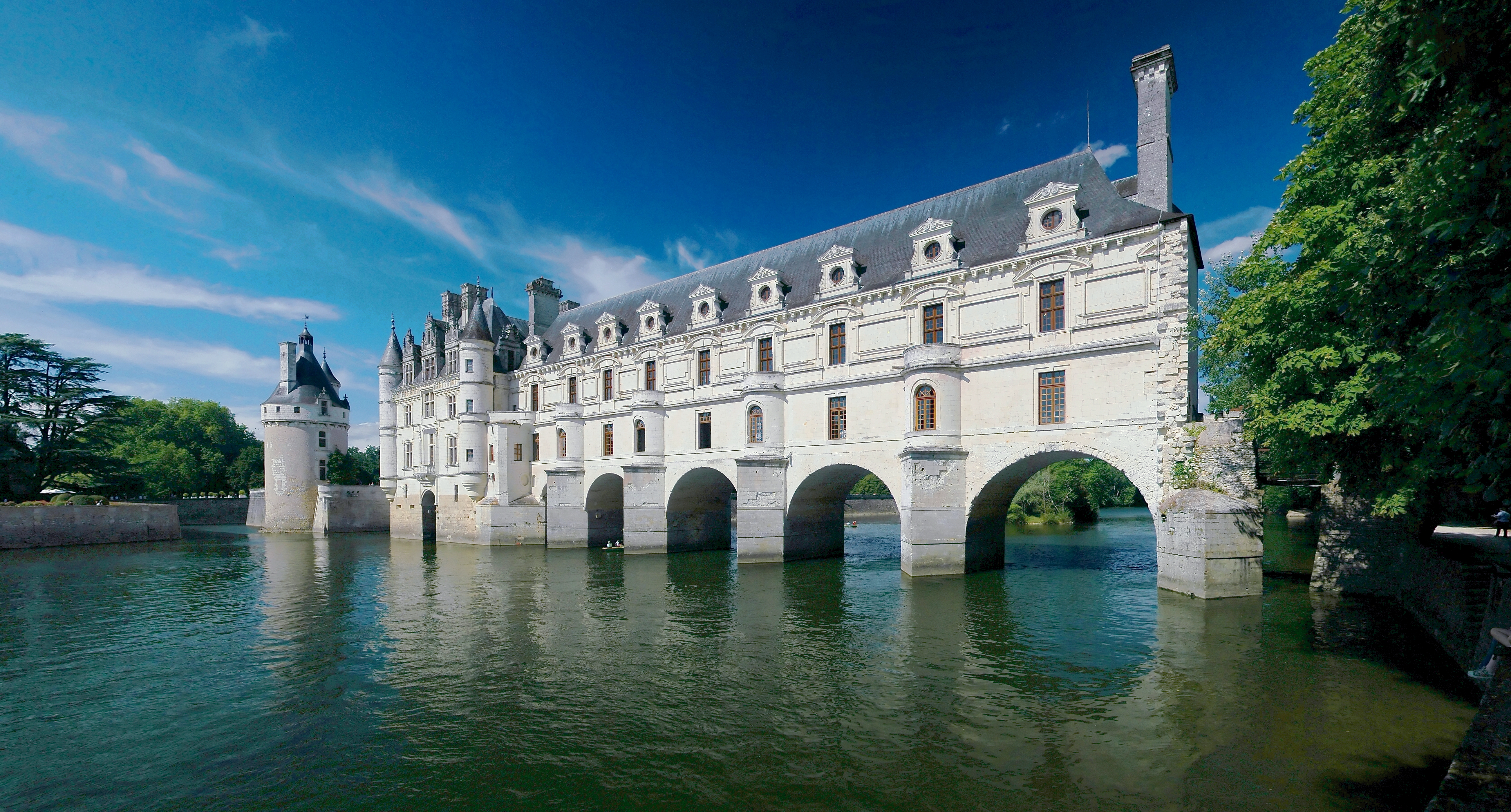
Kasteel van Chenonceau

In de gemeente ligt spoorwegstation Chenonceaux.

## Geografie
De oppervlakte van Chenonceaux bedroeg op 1 januari 2022 4,33 vierkante kilometer; de bevolkingsdichtheid was toen 77,1 inwoners per km².

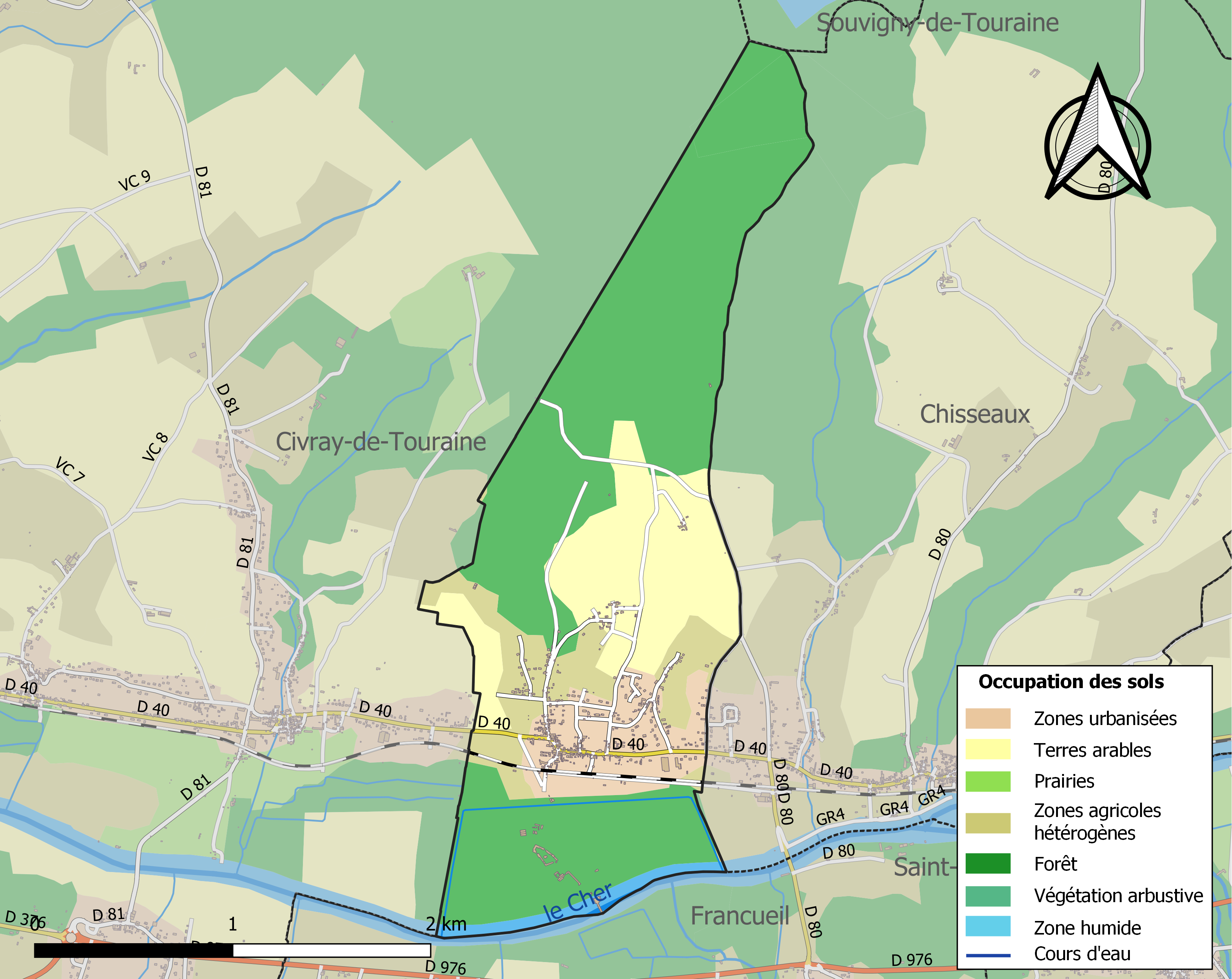
Kaart van de gemeente met belangrijkste infrastructuur, bodemgebruik en omliggende gemeenten

## Demografie
Onderstaande figuur toont het verloop van het inwonertal (bron: INSEE-tellingen).